# AlterVista
AlterVista ist ein italienischer Webseiten- und Blog-Freehoster. Das Unternehmen wurde im Jahr 2000 als Universitätsprojekt von Gianluca Danesin gegründet mit einer Anfangsinvestition von 30.000 Italienische Lira (rund 15 Euro). AlterVista ist seit 2006 Teil der Banzai S.p.A Gruppe. AlterVista hostet circa 2,5 Millionen Webseiten und Blogs, die zusammen monatlich von circa 7,6 Millionen Nutzer besucht werden, mit insgesamt 1,5 Milliarden Seitenaufrufen.

## Angebot
AlterVista bietet hauptsächlich zwei Angebote an: ein traditionelles PHP-Webhosting und einen Blog-Dienst.
Das Webhosting bietet die Möglichkeit, eine PHP basierte Website zu erstellen und eine MySQL-Database zu aktivieren, an. Speicherplatz und monatlicher Datenverkehr sind begrenzt, können aber nach Zahlung unbegrenzt erweitert werden. Verschiedene Software (Wordpress, Joomla, phpBB) kann automatisch installiert werden. Als vereinfachte Alternative steht ein „Alterpages“ genannter Websitebuilder zur Verfügung.
Ein zweites Angebot von AlterVista ist ein WordPress basierter Blogdienst mit unbegrenztem Speicherplatz und Datenverkehr.

## Werbung
AlterVistas ökonomisches Modell basiert auf dem sogenannten „Revenue-Sharing“-System, das heißt, dass der Hoster und der Webmaster sich die Werbeeinkommen teilen. Webmaster werden deshalb nicht gezwungen, Werbebanner auf ihre Webseiten zu platzieren, sondern sie haben die Möglichkeit, durch ihre Seitenaufrufe sich ein Einkommen zu verschaffen.

## Verfügbare Sprachen
AlterVista wurde zunächst auf dem italienischen Markt verbreitet und ist seit Februar 2010 auch in Englisch verfügbar.